# Ivan Sidorenko
Ivan Mihailovici Sidorenko (rusă Ива́н Миха́йлович Сидоре́нко) (12 septembrie 1919, Smolensk, Rusia - 19 februarie 1994) a fost un ofițer al Armatei Roșii, care a servit pe durata celui de-al doilea Război Mondial. El a fost unul din cei mai buni lunetiști din cel de-al doilea Război Mondial, cu peste 500 de victime confirmate.

## Vezi și
- Listă de lunetiști din Al Doilea Război Mondial